# キダム
キダム（Quidam）はシルク・ドゥ・ソレイユの9番目の作品で移動公演の演目のひとつ。1996年4月23日に初演され、これまで世界で何100万人もの集客がある人気公演である。モントリオールでのプレミア公演からしばらくは大テント公演であったが、2010年からの北米での公演からアリーナツアーが行われた。
両親から疎外され無視されるゾエという名の少女の想像の世界。彼女は退屈な生活から逃避するためにキダムという名の風変わりな世界を夢見る。
このタイトルは傘と山高帽を持った頭のない男性キャラクターを表している。これはみんなであり、また同時に誰でもないことを具象化している。
シルク・ドゥ・ソレイユのパンフレットによると「キダム 、それは 街角をさまよう名もない孤独な通りすがりの人。 どこにでもいるありきたりの人 。 どこにでもあるような街の中を 行き来し、生活をしている人。群集の 中の 一人、静かな大衆の 中の 一人。 私たちと一緒に 叫び、歌い、夢を見る人。 」となっている(そもそもキダムの語源はラテン語で「名もなき通りすがりの者(人)」と言う意味である)。
日本では下記の大テント(ビッグトップ)・ツアーで2003年から2004年に全516回公演され132万人が動員された。

## 舞台装置および技術
人々が常に往来する空港や駅などの無機質な場所を表現したシンプルな舞台はMichel Crête によりデザインされた。120フィート (37 m)ある5本のアルミ製の大きなアーチは索道となり、これらは出演者の舞台裏から表への往来を可能にしている。どのレールも2つのトロリーがついており、1つは出演者や小道具を上下させ、もう1つは舞台に向かい前後に移動するものである。舞台の床は穴のあいたアルミ素材のデッキでゴムのようなマットで覆われている。20万箇所以上目打ちされ、舞台床下からの光が通るようになっており、様々な視覚効果を作り出す。

## 登場人物
キダムは50名以上のアクロバット、ミュージシャン、歌手、キャラクターなどが出演する。主なものを以下に示す。
- ゾエ (Zoé): キダムの主人公。普通の女の子だが、日常に変化を求めている。
- パパ (Father): 無意識ながらも完全に自分のことしか考えていない。彼の白い靴だけが隠された個性を垣間見ることができる。
- ママ (Mother): 空気感のなさ、疎外を表す。内に恐れ、落胆、そして熱望を秘めている。
- キダム (Quidam): 作品名となるキャラクターで、匿名で、みんなであり誰でもない。現実から抜け出した、あるいはゾエの想像から生み出されたキャラクター。名前の語源はラテン語で「名もなき通りすがりの者(又は「名前がなく、ただ単に通る人」)」と言う意味である。
- ジョン (John): ゲーム・ショーの司会者であり、キダムの世界の代弁者。ゾエの父親代わりであるため、父親の白い靴を履く。
- ターゲット (Target): みんなから狙撃されるダーツの的の格好をした人間だが、いつも笑顔である。
- Chiennes Blanches : 名前も顔もない静かな一団で、人間味がなく機械的で、先導したり後続したりする。導入部とエンディングに主要登場人物たちと共に出てくる。
- ブンブン (Boum-Boum): 観客に向かって叫んだり偉そうに歩いたりするが、観客から叫び返されると逃げる。
- 'Rabbit: 他のキャラクターを追いかけたり、逆に追いかけられたりする。
- エイビエーター (Aviator): 骨の羽を持っているが、まだ飛び立つことはできない。
- Les Égarés : 道に集まる個性をなくした人々でキダムの場所を明け渡す。バンキンのシーンに出演。

## 演目
キダムはアクロバットな演技と伝統的なサーカスの演技の融合である。一覧を以下に示す。
- ジャーマン・ホイール: ジャーマン・ホイールを用いたアクロバットな演技
- ディアボロ: 紐で繋がれた2本の棒を操作し、木の糸巻きのバランスを保つディアボロ(別名: 中国ゴマ)の演技
- スキッピング・ロープ: ダンス、アクロバット、芸術の要素を含み、20名のアクロバットのパフォーマーがソロ、デュオ、グループでの縄跳びの演技を行なう。日本人で唯一、田口師永が出演
- エアリアル・フープ: 天井から吊るされたフープにより2人のパフォーマーが演技する
- ハンドバランシング: 細い柱の上でバランスを保った逆立ちを含む様々なポーズに姿を変える演技
- スパニッシュ・ウェブ: 頭上のアーチに取り付けられた縄の演技。胴または足首に縄を巻いただけで、順々に、または同時に突然落ちたり止まったりする
- スタチュー: 2人のアクロバットのパフォーマーが手に手を取りバランスを保った演技をする
- バンキン: 体操とバレエを融合した中世からのイタリアの伝統的演技。最大15名のパフォーマーにより、完璧な動作での人間ピラミッドなど、人体の敏捷性を表現する

### ローテーションの演目
- ジャグリング: 最大5個のボールの他、ブリーフケース、傘、山高帽を空中に投げる演技
- エアリアル・シルク

### 終了した演目
- マニピュレーション
- エアリアル・ストラップ: 地上または空中で、天井のアーチからぶら下がるコードを握り2人のパフォーマーによる演技
- フーピング: 体全体を使い、最大20本のフープを回す演技
- クラウド・スウィング: 空中ブランコとスパニッシュ・ウエブの融合

## 衣装
キダムの衣装デザイナーのDominique Lemieux はルネ・マグリットやポール・デルヴォーなどのシュルレアリスムから着想を得ている。衣装はキャラクターの疎外感や布の染めによる都会的風景を表現している。キダムで最も多く使用される色は灰色であるが、深い、濃い、暖かい色が加えられ、金属で装飾されることもある。キダムはシルク・ドゥ・ソレイユにおいて、日常に着るような洋服を衣装に取り入れた最初の作品となった。素材には伸縮自在のリネンが第一であるが、皮革、ジュート、リネン・クレープ、ウール、ベルベット、42種類の綿素材なども使用される。
キダムでは250着の衣装、500種類の装飾品、200から300足の靴が使用される。出演者1人につき2から7着の衣装があり、それに少なくとも2着のスペアがあるため数は膨大になる。毎日洗濯されるが、6ヶ月から2年しかもたない。

## 音楽
キダムの音楽はブノワ・ジュトラにより作曲され、追加曲を加え、カバー･デザインが変わり、作品ごとに品質が高くなった3枚のアルバムが発表された。1997年1月14日、1枚目のアルバム(ASIN B000003G5M)が発表。このアルバムはAudrey Brisson-Jutras とMathieu Lavoie の歌を特長としており、1999年にアムステルダムでライヴ録音され、Brisson-Jutras とRichard Price による2曲の追加を加えたアルバムが2001年に発表された。
1997年に発表されたオリジナル・アルバムの曲およびその曲が使用された演目の一覧を以下に示す。2001年に発表されたアルバムへの追加曲は一覧最後のMìsere とEnfant d'Acier である。
1. Atmadja (オープニング)
2. Incantation (ジャーマン・ホイール)
3. Marelle (幕間)
4. Rivage
  - マニピュレーション (1996年 – 1998年)
  - ジャグリング (1999年 – 2004年、2006年 - )
5. Zydeko (スキッピング・ロープ)
6. Let Me Fall (エアリアル・シルク)
7. Innocence (スキッピング・ロープ)
8. Carrousel
  - クラウン・アクト
  - ディアボロ
  - エアリアル・フープ
9. Steel Dream
  - ハンドバランシング (1996年 – 1998年)
  - エアリアル・ストラップ (2004年 – 2005年)
10. Seisouso
  - エアリアル・フープ
  - クラウド・スウィング
11. Réveil (スタチュー)
12. Quidam (フィナーレ)
13. Misère (バンキン)
14. Enfants d'Acier (ディアボロ)

## ツアー公演
2010年にアリーナ・ツアー公演になるまで、大テント・ツアー公演を行なっていた。南アメリカでの大テント公演の前の2009年の短期間、イギリスおよびアイルランドでアリーナ公演を一時的に行なったこともある。
2011年秋の北アメリカの北東でのツアーの際、広告としてキダムの絵柄の入ったツアー・バスの使用を開始した。各都市に到着すると、地元の商店などに現れ、出演者の一部に会うこともできた。
色により地域を示す:
 EU   ヨーロッパ  NA   北アメリカ  SA   南アメリカおよび中央アメリカ  AP   アジア太平洋  OC   オセアニア
| アリーナ・ツアー 2009年 EU イギリス リヴァプール – 2009年2月26日～2009年3月1日 EU イギリス ベルファスト – 2009年3月4日～2009年3月7日 EU イギリス ニューカッスル – 2009年3月12日～2009年3月15日 EU イギリス バーミンガム – 2009年3月18日～2009年3月22日 EU イギリス マンチェスター – 2009年3月25日～2009年3月27日 EU アイルランド ダブリン – 2009年3月31日～2009年4月5日 EU イギリス シェフィールド – 2009年4月9日～2009年4月12日 EU イギリス グラスゴー – 2009年4月16日～2009年4月19日 2010年 NA オンタリオ州 キングストン – 2010年12月11日～2010年12月14日 NA ケベック州 モントリオール – 2010年12月18日～2010年12月30日 2011年 NA ケベック州 ケベック・シティー – 2011年1月4日～2011年1月9日 NA ケベック州シクーティミ – 2011年1月12日～2011年1月16日From 12 Jan 2011 to 16 Jan 2011 NA ブリティッシュコロンビア州 バンクーバー – 2011年3月9日～2011年3月13日 NA ワシントン州 エバレット – 2011年3月16日～2011年3月20日 NA カリフォルニア州 サンノゼ – 2011年3月24日～2011年3月27日 NA カリフォルニア州 サンディエゴ – 2011年3月30日～2011年4月3日 NA カリフォルニア州 サンフランシスコ – 2011年4月6日～2011年4月17日 NA カリフォルニア州 ロングビーチ – 2011年4月20日～2011年4月24日 NA カリフォルニア州 オンタリオ – 2011年4月27日～2011年5月1日 NA ネバダ州 リノ – 2011年5月4日～2011年5月8日 NA カリフォルニア州 サクラメント – 2011年5月11日～2011年5月15日 NA オンタリオ州 ロンドン – 2011年6月2日～2011年6月5日 NA オンタリオ州 ハミルトン – 2011年6月8日～2011年6月12日 NA ペンシルベニア州 ウィルクスバリ – 2011年6月15日～2011年6月19日 NA オンタリオ州 オタワ – 2011年6月22日～2011年6月30日 NA ニューファンドランド・ラブラドール州 セントジョンズ – 2011年7月6日～2011年7月10日 NA ニューブランズウィック州 セントジョン – 2011年7月13日～2011年7月17日 NA ノバスコシア州 ハリファックス – 2011年7月20日～2011年7月24日 NA ロードアイランド州 プロビデンス – 2011年7月27日～2011年7月31日 NA ペンシルベニア州ハーシー – 2011年8月18日～2011年8月21日 NA メリーランド州 ボルチモア – 2011年8月24日～2011年8月28日 NA コネチカット州 ハートフォード – 2011年8月31日～2011年9月4日 NA マサチューセッツ州 ボストン – 2011年9月7日～2011年9月11日 NA ペンシルベニア州 ステートカレッジ – 2011年9月14日～2011年9月18日 NA インディアナ州 フォートウェイン – 2011年9月21日～2011年9月25日 NA ニューヨーク州 オールバニ – 2011年9月28日～2011年10月2日 NA マサチューセッツ州 アマースト – 2011年10月5日～2011年10月9日 NA ペンシルベニア州 ピッツバーグ – 2011年10月12日～2011年10月16日 NA ウィスコンシン州 ミルウォーキー – 2011年10月19日～2011年10月23日 NA ペンシルベニア州 フィラデルフィア – 2011年11月10日～2011年11月13日 NA ワシントンD.C. – 2011年11月16日～2011年11月20日 NA サウスカロライナ州 グリーンビル – 2011年11月23日～2011年11月27日 NA ノースカロライナ州 ファイエットビル – 2011年11月30日～2011年12月4日 NA バージニア州 ハンプトン – 2011年12月7日～2011年12月11日 NA マサチューセッツ州 ウースター – 2011年12月14日～2011年12月18日 NA オンタリオ州 トロント – 2011年12月20日～2011年12月30日 2012年 NA オンタリオ州 オシャワ - 2012年1月4日～2012年1月8日 NA オンタリオ州 ウィンザー - 2012年1月11日～2012年1月15日 NA ミシガン州 デトロイト - 2012年2月2日～2012年2月5日 NA イリノイ州 ホフマン・エステイツ - 2012年2月8日～2012年2月12日 NA イリノイ州 スプリングフィールド - 2012年2月15日～2012年2月19日 NA ルイジアナ州 バトンルージュ - 2012年2月22日～2012年2月26日 NA テキサス州 オースティン - 2012年2月29日～2012年3月4日 NA テキサス州 フリスコ - 2012年3月7日～2012年3月11日 NA テキサス州 サンアントニオ - 2012年3月14日～2012年3月18日 NA イリノイ州 シャンペーン - 2012年3月21日～2012年3月25日 NA バージニア州 ロアノーク - 2012年3月28日～2012年4月1日 NA テネシー州 ノックスビル - 2012年4月4日～2012年4月8日 NA インディアナ州 エバンズビル - 2012年4月26日～2012年4月29日 NA ウィスコンシン州 グリーンベイ - 2012年5月1日～2012年5月2日 NA ミネソタ州 ダルース - 2012年5月4日～2012年5月6日 NA オンタリオ州 スーセントマリー - 2012年5月10日～2012年5月13日 NA ミシガン州 サギノー - 2012年5月16日～2012年5月20日 NA ミシガン州 イーストランシング - 2012年5月23日～2012年5月27日 NA ミシガン州 グランドラピッズ - 2012年5月30日～2012年6月3日 NA オハイオ州 トレド - 2012年6月6日～2012年6月10日 NA イリノイ州 ロックフォード - 2012年6月13日～2012年6月17日 NA ミズーリ州 セントルイス - 2012年6月20日～2012年6月24日 NA インディアナ州 インディアナポリス - 2012年6月27日～2012年7月1日 NA マニトバ州 ウィニペグ - 2012年7月19日～2012年7月22日 NA サスカチュワン州 レジャイナ - 2012年7月25日～2012年7月29日 NA アルバータ州 レスブリッジ - 2012年8月1日～2012年8月5日 NA アルバータ州 エドモントン - 2012年8月8日～2012年8月12日 NA ブリティッシュコロンビア州 カムループス - 2012年8月15日～2012年8月19日 NA ブリティッシュコロンビア州 ケロウナ - 2012年8月22日～2012年8月26日 NA ブリティッシュコロンビア州 アボッツフォード - 2012年8月29日～2012年9月2日 NA ブリティッシュコロンビア州 ビクトリア - 2012年9月5日～2012年9月9日 NA ワシントン州 スポケーン - 2012年9月12日～2012年9月16日 NA ハワイ州 ホノルル - 2012年10月4日～2012年10月14日 NA オレゴン州 ユージーン - 2012年10月25日～2012年10月28日 NA ユタ州 ウェストバレーシティ - 2012年10月31日～2012年11月4日 NA コロラド州 ブルームフィールド - 2012年11月7日～2012年11月11日 NA コロラド州ラヴランド - 2012年11月14日～2012年11月18日 NA オハイオ州 コロンバス - 2012年12月6日～2012年12月9日 NA ノースダコタ州 グランドフォークス - 2012年12月14日～2012年12月16日 NA アイオワ州 スーシティ - 2012年12月18日～2012年12月20日 NA アイオワ州 デモイン - 2012年12月22日～2012年12月23日 NA ミズーリ州 カンザスシティ - 2012年12月26日～2012年12月30日 2013年 NA カンザス州 ウィチタ - 2013年1月2日～2013年1月6日 NA コロラド州 コロラドスプリングス - 2013年1月9日～2013年1月13日 NA ニューメキシコ州 リオランチョ - 2013年1月16日～2013年1月20日 NA テキサス州 エルパソ - 2013年1月23日～2013年1月27日 NA テキサス州 ラレド - 2013年1月29日～2013年1月31日 NA テキサス州 コーパスクリスティ - 2013年2月2日～2013年2月3日 NA テキサス州ヒダルゴ - 2013年2月6日～2013年2月10日 NA アーカンソー州 リトルロック - 2013年2月28日～2013年3月3日 NA テキサス州 ヒューストン - 2013年3月6日～2013年3月10日 NA ルイジアナ州 ニューオーリンズ - 2013年3月13日～2013年3月17日 NA アラバマ州 モービル - 2013年3月20日～2013年3月24日 NA サウスカロライナ州 ノースチャールストン - 2013年3月27日～2013年3月31日 NA バージニア州 シャーロッツビル - 2013年4月3日～2013年4月7日 NA バージニア州 ノーフォーク - 2013年4月10日～2013年4月14日 NA ノースカロライナ州 グリーンズボロ - 2013年4月17日～2013年4月21日 NA サウスカロライナ州 コロンビア - 2013年4月24日～2013年4月28日 NA ジョージア州 オーガスタ - 2013年4月30日～2013年5月1日 NA ジョージア州 メイコン - 2013年5月3日～2013年5月5日 NA ジョージア州 サバンナ - 2013年5月7日～2013年5月9日F NA ジョージア州 コロンバス - 2013年5月11日～2013年5月12日 NA フロリダ州 オーランド - 2013年5月15日～2013年5月19日 NA アイオワ州 シーダーラピッズ - 2013年6月6日～2013年6月9日 NA オハイオ州 デイトン - 2013年6月12日～2013年6月16日 NA ケンタッキー州 ルイビル - 2013年6月19日～2013年6月23日 NA テネシー州 ナッシュビル - 2013年6月26日～2013年6月30日 NA ノースカロライナ州 シャーロット - 2013年7月3日～2013年7月7日 NA ノースカロライナ州 ローリー - 2013年7月10日～2013年7月14日 NA バージニア州 フェアファックス - 2013年7月17日～2013年7月21日 NA ニューヨーク州 ブルックリン区 - 2013年7月24日～2013年7月28日 NA フロリダ州サンライズ - 2013年7月31日～2013年8月4日 NA フロリダ州エステロ - 2013年8月7日～2013年8月11日 EU オーストリア グラーツ - 2013年9月5日～2013年9月8日 EU オーストリア ウィーン - 2013年9月11日～2013年9月15日 EU ドイツ ライプツィヒ - 2013年9月18日～2013年9月22日 EU ドイツ シュトゥットガルト - 2013年9月25日～2013年9月29日 EU オーストリア インスブルック - 2013年10月2日～2013年10月6日 EU オーストリア ザルツブルク - 2013年10月9日～2013年10月13日 EU ドイツ ミュンヘン - 2013年10月16日～2013年10月20日 EU ドイツ ケルン - 2013年10月23日～2013年10月27日 EU ドイツ フランクフルト - 2013年10月30日～2013年11月3日 EU ドイツ ドルトムント - 2013年11月6日～2013年11月10日 EU ドイツ マンハイム - 2013年11月13日～2013年11月17日 EU スペイン マラガ - 2013年12月5日～2013年12月8日 EU スペイン サラゴサ - 2013年12月11日～2013年12月15日 EU スペイン セビリア - 2013年12月18日～2013年12月22日 EU スペイン ア・コルーニャ - 2013年12月25日～2013年12月29日 2014年 EU イギリス ロンドン - 2014年1月4日～2014年2月2日 EU フランス トゥールーズ - 2014年3月5日～2014年3月9日 EU フランス ストラスブール - 2014年3月12日～2014年3月16日 EU フランス トゥーロン - 2014年3月19日～2014年3月23日 EU フランス リヨン - 2014年4月2日～2014年4月6日 | 大テント・ツアー 1996年 NA ケベック州モントリオール – 1996年4月23日(プレミア公演)～ NA ケベック州セント=フォイ – 1996年7月4日～ NA オンタリオ州トロント – 1996年8月8日～ NA カリフォルニア州 サンタモニカ – 1996年9月25日～ 1997年 NA カリフォルニア州 コスタメサ – 1997年1月29日～ NA カリフォルニア州サンタモニカ – 1997年4月24日～ NA カリフォルニア州 オークランド – 1997年5月29日～1997年7月20日 NA カリフォルニア州サンノゼ – 1997年7月31日～ NA コロラド州 デンバー – 1997年9月30日～ NA テキサス州ヒューストン – 1997年11月20日～ 1998年 NA テキサス州 ダラス – 1998年2月11日～1998年3月22日 NA ニューヨーク州 ニューヨーク – 1998年4月8日～ NA イリノイ州 シカゴ – 1998年7月22日～1998年8月23日 NA ワシントンD.C. – 1998年9月17日～ NA ジョージア州 アトランタ – 1998年10月29日～1998年11月29日 1999年 EU オランダ アムステルダム – 1999年5月1日～ EU ドイツ ベルリン – 1999年7月1日～ EU オーストリア ウィーン – 1999年9月1日～ EU スペイン マドリード – 1999年11月3日～2000年1月9日 2000年 EU スペイン バルセロナ – 2000年1月20日～2000年3月19日 EU スペイン バレンシア – 2000年3月3日～2000年4月16日 EU スペイン ビルバオ – 2000年5月18日～2000年6月4日 EU オランダ ロッテルダム – 2000年7月12日～2000年8月15日 EU ドイツ デュッセルドルフ – 2000年8月31日～ EU ドイツ フランクフルト – 2000年10月26日～2000年12月3日 EU イギリス ロンドン – 2000年12月15日～2001年1月26日 2001年 EU イギリス マンチェスター – 2001年2月16日～2001年3月4日 EU ベルギー アントウェルペン – 2001年4月5日～2001年5月20日 EU ドイツ ハンブルク – 2001年5月31日～ EU デンマーク コペンハーゲン – 2001年7月26日～2001年8月25日 EU スイス チューリッヒ – 2001年9月14日～2001年11月4日 EU イギリス ロンドン – 2001年11月22日～2001年12月30日 2002年 NA フロリダ州 マイアミ – 2002年2月7日～2002年3月17日 NA ノースカロライナ州シャーロット – 2002年3月29日～2002年4月14日 NA ペンシルベニア州ピッツバーグ – 2002年5月9日～2002年5月26日 NA ミシガン州デトロイト – 2002年6月20日～2002年7月14日 NA マサチューセッツ州ボストン – 2002年7月25日～2002年9月15日 NA オハイオ州 クリーブランド – 2002年9月26日～2002年10月13日 NA フロリダ州 セントピーターズバーグ – 2002年11月7日～2002年12月8日 2003年 AP 東京都 国立代々木競技場 オリンピックプラザ特設テント – 2003年2月7日～2003年5月5日 AP 名古屋 公演 愛知県 稲沢市 グリーンスパーク稲沢21 [ 12 ] – 2003年5月31日～2003年7月6日 AP 大阪府 大阪南港 [ 12 ] – 2003年7月19日～2003年9月30日 AP 福岡県 福岡市 ホークスタウン – 2003年10月22日～2003年12月7日 AP 東京都国立代々木競技場オリンピックプラザ特設テント – 2003年12月24日～2004年4月4日 2004年 NA ブリティッシュコロンビア州バンクーバー – 2004年5月6日～2004年6月13日 NA アルバータ州 カルガリー – 2004年6月24日～2004年7月31日 OC オーストラリア シドニー – 2004年8月12日～ OC オーストラリア ブリスベン – From 4 Nov 2004 to 12 Dec 2004 OC ニュージーランド オークランド – 2004年12月31日～2005年2月12日 2005年 OC オーストラリア メルボルン – 2005年5月4日～2005年5月1日 OC オーストラリア アデレード – 2005年5月12日～2005年6月12日 OC オーストラリア パース – 2005年6月30日～2005年7月31日 AP シンガポール – 2005年9月9日～2005年10月15日 AP 香港 – 2005年11月3日～2005年12月16日 2006年 NA カリフォルニア州サンディエゴ – 2006年1月19日～2006年2月26日 NA カリフォルニア州ロングビーチ – 2006年3月9日～2006年4月16日 NA オンタリオ州オシャワ – 2006年5月18日～2006年6月25日 NA ペンシルベニア州フィラデルフィア – 2006年7月6日～2006年8月13日 NA オハイオ州 シンシナティ – 2006年8月24日～2006年9月17日 NA ミズーリ州セントルイス – 2006年9月28日～2006年10月22日 2007年 AP アラブ首長国連邦 ドバイ – 2007年1月4日～2007年2月18日 AP 大韓民国 ソウル特別市 – 2007年3月20日～2007年6月3日 AP 中華人民共和国 上海市 – 2007年6月28日～2007年8月26日 NA メキシコ グアダラハラ – 2007年10月11日～2007年11月4日 NA メキシコ メキシコシティ – 2007年11月15日～2008年1月13日 2008年 NA メキシコ モンテレイ – 2008年1月24日～2008年2月10日 NA メキシコ ベラクルス州 – 2008年2月27日～2008年3月16日 EU ポルトガル リスボン – 2008年4月17日～2008年5月25日 EU スペイン マラガ – 2008年6月5日～2008年7月13日 EU スペイン アリカンテ – 2008年7月24日～2008年8月31日 EU スペイン バルセロナ – 2008年9月11日～2008年10月19日 EU ベルギー ブリュッセル – 2008年10月30日～2008年12月21日 2009年 EU イギリス ロンドン – 2009年1月4日～2009年2月15日 この時期イギリス公演とアイルランド公演では大テント公演ではなくアリーナ公演形態となった. SA ブラジル フォルタレザ – 2009年6月4日～2009年6月21日 SA ブラジル レシフェ – 2009年7月9日～2009年8月2日 SA ブラジル サルヴァドール – 2009年8月13日～2009年8月31日 SA ブラジル ブラジリア – 2009年9月18日～2009年10月11日 SA ブラジル ベロオリゾンテ – 2009年10月23日～2009年11月15日 SA ブラジル クリチバ – 2009年11月27日～2009年12月20日 2010年 SA ブラジル リオデジャネイロ – 2010年1月7日～2010年2月7日 SA ブラジル サンパウロ – 2010年2月19日～2010年4月11日 SA ブラジル ポルト・アレグレ – 2010年4月23日～2010年5月16日 SA アルゼンチン ブエノスアイレス – 2010年5月28日～2010年6月27日 SA チリ サンティアゴ – 2010年7月11日～2010年8月15日 SA ペルー リマ – 2010年9月3日～2010年9月27日 SA コロンビア ボゴタ – 2010年10月19日～2010年11月21日 |

## 受賞歴
- バンキン - 1999年、 インターナショナル・モンテ・カルロ・サーカス・フェスティバルでゴールデン・クラウンを受賞[7]
- ディアボロ - 1995年、フェスティバル・ドゥ・シルク・ドゥ・ ディメインで金賞を受賞[7]